# 古賀博樹
古賀 博樹（こが ひろき）は、コナミデジタルエンタテインメント所属のゲームミュージックの作曲家（コンポーザー）。BEMANIシリーズのゲーム（特に『KEYBOARDMANIA』や『pop'n music』）に楽曲を提供しており、主にNaya〜n（ナヤ〜ン）と名乗っていることが多い。しかしナヤ〜ン以外の名義も非常に多く（大抵はその曲限りの名義が多い）、名義の数ではBEMANIアーティストの中でも群を抜くほどである。

## 主なユニット
ナヤ〜ン・ブラザーズ・バンド作詞担当の杉本清隆とのユニット。
Sarastroボーカルを担当している柴田浩之とのユニット。
RitterBEMANI EXPOの時に、Kozo Nakamuraと組んだユニットで、歌には、Sarastroのボーカルである柴田浩之と、St. Naya〜nのコーラスに参加している東京工業大学混声合唱団コール・クライネスが参加している。

## 作品

### ゲームミュージック
- 出撃!戦国革命
- クイズマジックアカデミー（III、IV、V）
- オトメディウス (アーケード初出曲全般)
- 天下一将棋会(1、2)

### BEMANIシリーズ
（）内は、アーティスト名義 / 初収録となったゲーム名。

### KEYBOARDMANIA
- Dicky's Theme (Naya〜n Big Band / KM)
- MR.C.C. (N.R.B / KM)
- Morning Music (Bubble System / KM) - 作曲：コナミ矩形波倶楽部
- Journey to the Wonderland (N.P.B. / KM 2nd)
- INSPECTOR N. (III / KM 2nd)
- Memories (Naya〜n / KM 2nd)
- USAO-KUN (THE RABBITS / KM 2nd)
- AKUMAJO DRACULA MEDLEY （矩形波倶楽部 / KM 2nd） - 作曲：松原健一（コナミ矩形波倶楽部）
- 綠の風 （ナヤ〜ン / KM 3rd）

### pop'n music
- The theme of GAMBLER Z (words:RYO song:NARAMCHA / pm) - 作曲：竹安弘（編曲に参加）
- お江戸花吹雪 （高田香里 / pm2） - 作曲：竹安弘（編曲に参加）
- 妖怪Zの唄 （ナヤ〜ン・ブラザーズ・バンド / pm4）
- ミュージカル“5丁目物語”よりオーヴァチュア （ナヤ〜ン & his Orchestra / pm5）
- Ti voglio bena ancora (Baleni Stella / pm5)
- 悪の野望はブルース （ナヤ〜ン・ブラザーズ・バンド / pm6）
- Lucifer (Naya〜n JR. / pm6)
- フリーパス （パンダバンダ / pm7）
- EXCALIBUR (NL&P / pm7)
- GLORIA (St. Naya〜n / pm7)- 歌：橋本恵子、秋川雅史
- Requiem (St. Naya〜n / pm9)
- 雪の華 （Naya〜n交響楽団 / pm9）
- Tower of the Sun （ナヤ〜ン feat. 野獣王国 / pm9）
- Atlantic Spotted Dolphin (Blue & Green / pm10)-難波弘之・小森啓資・SUNAO・山田章典も演奏参加
- テキサスのガンマン (Sludgy Hawks with N / pm10) - 作曲：広野智章
- きえた!?ナポレオン （ナヤ〜ン団/pm10） - 作曲：戸島壮太郎
- Holy Forest (Sarastro / pm10)
- demolizione (ensemble futuro / pm11)
- ワルドック船長のブルース （ナヤ〜ン・ブラザーズ・バンド / pm11）
- 鳳凰 （菜楊 / pm12いろは）
- がんばれゴエモンメドレー （かまあげうどん / pm12 いろは） - 作曲：コナミ矩形波倶楽部
- Thinking of You （Mr. Valentane / pm12 いろは）
- 白い森の伝説 （ナヤ〜ン / pm13 カーニバル）
- HypArcSin(x) （Naya〜n / pm13 カーニバル）-難波弘之・小森啓資も演奏参加
- Sanctum Crusade （Sarastro / pm13 カーニバル）
- ヴォイス （ふじのマナミとナヤ〜ンたち / pm14 FEVER!）-歌には、橋本恵子も参加
- Deep Magenta (Naya〜n / pm14 FEVER!)-小森啓資も演奏参加
- 駕篭の鳥 （Naya〜n交響楽団 with 坂本頼光 / pm15 ADVENTURE）
- 天地創造（分子生物学的進化論） （Naya〜n / pm16 PARTY♪）
- Geiselhaus （sarastro / pm17 THE MOVIE）

### GuitarFreaks & DrumMania
- The Legend （Ritter / V2）

### ee'MALL
- Entrance （ナヤ〜ン feat. 樽木栄一郎 / ee'MALL（pm用楽曲））

### beatmania IIDX
- Little Little Princess (SHRINE 418 / IIDX HAPPY SKY) - 作曲:wac & Yuei,歌：常盤ゆう&Handsome JET（ギターソロ演奏（後半部分））

### その他
- クイズマジックアカデミー 〜オリジナルアニメーション〜
  - 賢者の道（桑島法子）- OP
  - 未来のみんな（浅野真澄） - ED